# Milnesium kogui
Espèce
Milnesium kogui est une espèce de tardigrades de la famille des Milnesiidae. 

## Distribution
Cette espèce est endémique de Colombie. Elle se rencontre dans la Sierra Nevada de Santa Marta.

## Publication originale
- Londoño, Daza, Caicedo, Quiroga & Kaczmarek, 2015 : The genus Milnesium (Eutardigrada: Milnesiidae) in the Sierra Nevada de Santa Marta (Colombia), with the description of Milnesium kogui sp. nov. Zootaxa, no 3955(4), p. 561-568.